# Руто, Уильям
Уильям Самои арап Руто (англ. William Samoei arap Ruto; род. 21 декабря 1966, Камагут, Кения) — кенийский политик, активист, президент Кении c 2022 года. Основатель партии Объединённый демократический альянс.

## Биография
Родился 21 декабря 1966 года в деревне Камагут и окончил местную начальную школу. В начале 1980-х годов, учился в университете Найроби по специальности «биология», занимался активистской деятельностью.
На выборах 1992 года, вёл предвыборную кампанию по переизбранию Даниэля арапа Мои, затем работал помощником некоторых членов парламента Кении. В 1997 году, был впервые избран в парламент Кении.
Планировал участие в президентских выборах 2007 года от Оранжевого движения. Занял третье место на партийных праймериз с 368 голосами. С 2012 года занимал министерские посты в правительстве Кении.
Избирался заместителем президента в августе и октябре 2013 года, а также в 2018 году.
В 2018 году получил степень доктора философии в области экологии растений за диссертацию «Влияние человеческой деятельности на землепользование и изменения на качество окружающей среды прибрежных экосистем: тематическое исследование водораздела болота Сайва в Западной Кении».
На выборах 2022 года избран президентом Кении.